# Герой асфальта
„Герой асфальта“ е третият и най-успешен албум на група Ария. Това е първият албум на групата в „класическия“ ѝ състав. Текстовете са написани от поетесата Маргарита Пушкина. „Герой асфальта“ постига огромен успех, като от него са продадени над 13 млн. копия. Продуценти са основателят на групата Владимир Холстинин и басистът Виталий Дубинин.

## История на създаването
Работното заглавие на албума е „На службе силы зла“, но е наложена цензура и впоследствие заглавието е сменено на „Герой асфальта“. Първата песен от албума е „Дай руку мне“, записана през януари 1987, но тя отрязана и се появява чак в албума Штиль през 2001. Текстът на „Баллада о древнорусском воине“ е преправен заради политическа коректност към татарите. Към песента „Улица роз“ е заснет видеоклип. Албумът е миксирани от звукозаписното студио „Мелодия“. През април 2008, по случай 20 годишнината от издаването на албума, групата провежда турнето „Герой асфальта: XX лет“ и издава концертен албум.
Песните от „Герой асфальта“ се изпълняват на всеки концерт на Ария.

## Списък на песните
- На службе силы зла
- Герой асфальта
- Мёртвая зона
- 1100
- Улица роз
- Баллада о Древнерусском Воине